# Uppflyttning och nedflyttning

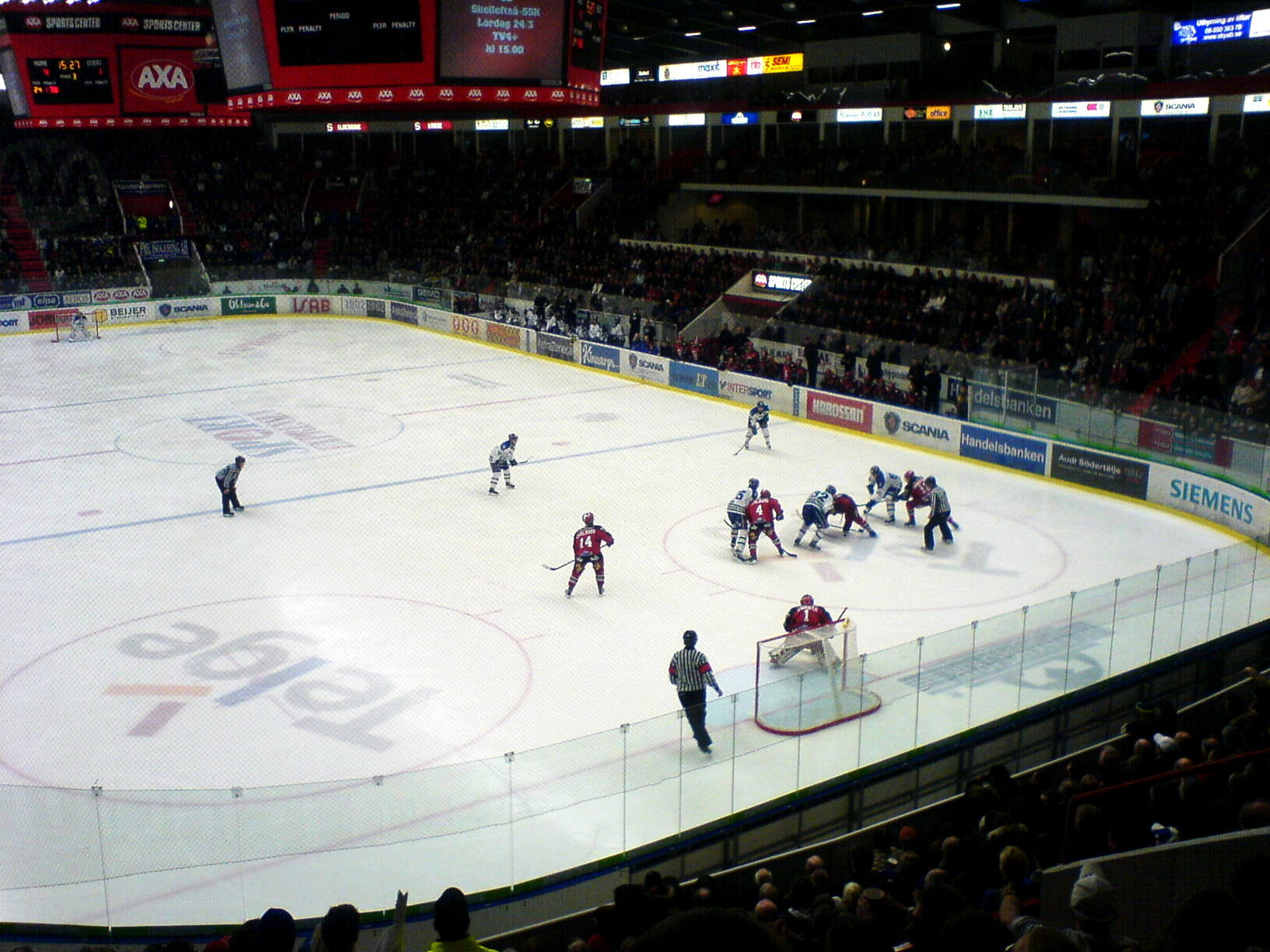
Södertälje SK-Leksands IF i Kvalserien till Elitserien i ishockey 2007.

Leeds United FC:s vandring genom det engelska seriesystemet från 1920 och framåt.

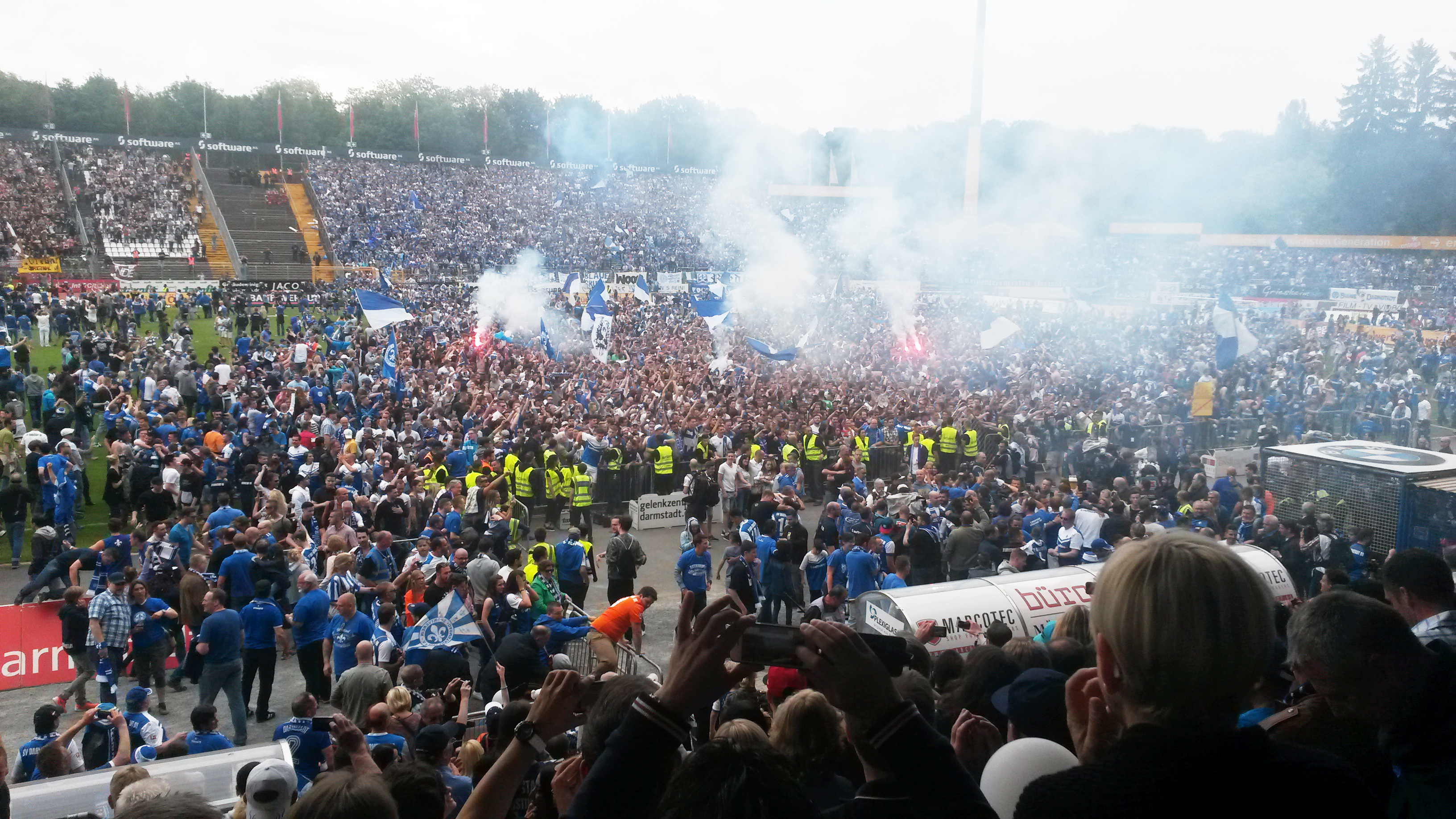
SV Darmstadt 98 firar uppflyttning till Fußball-Bundesliga i maj 2015.

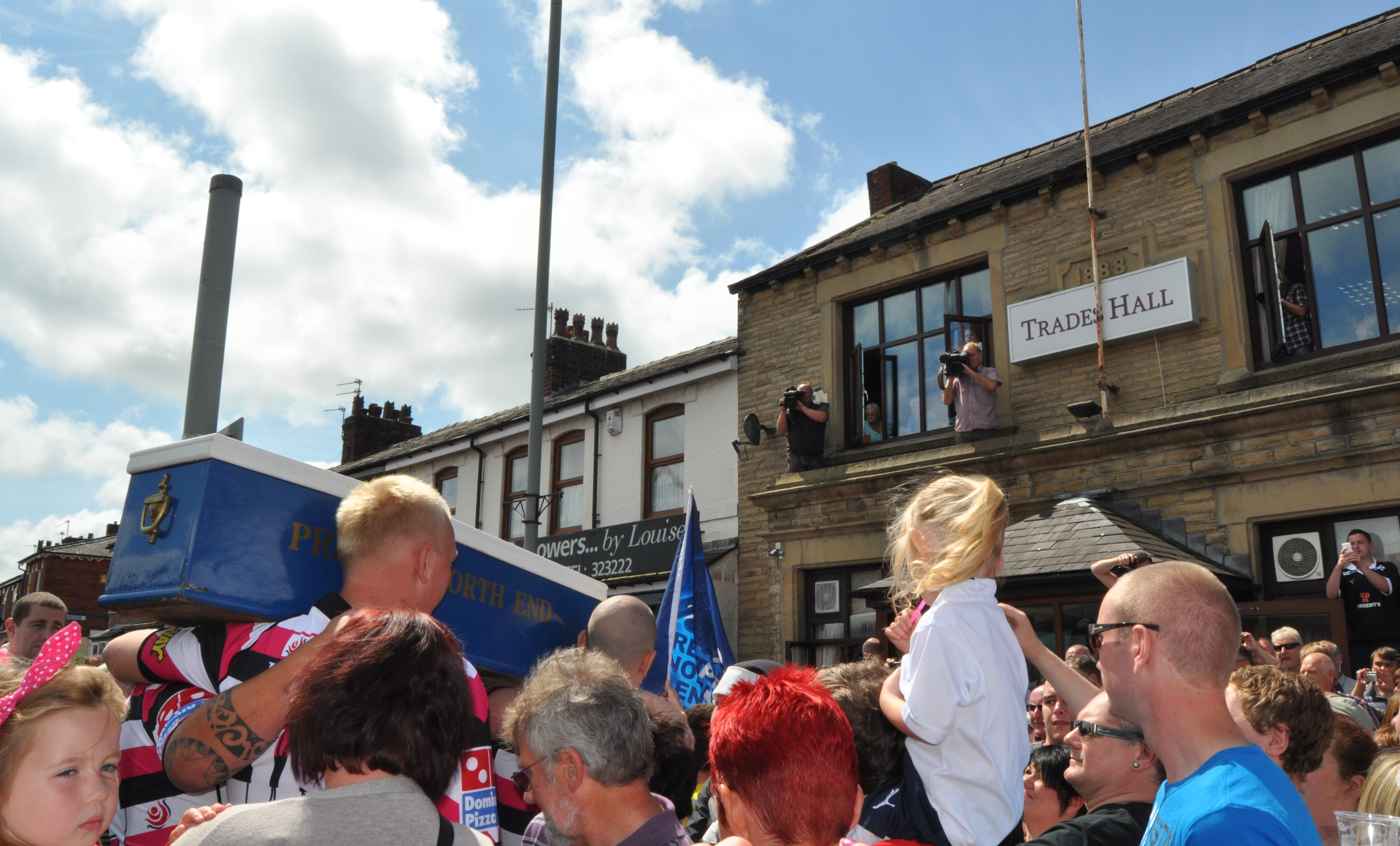
Preston North End:s supportrar beklagar nedflyttningen från Football League One efter säsongen 2010/2011.

Systemet med uppflyttning och nedflyttning, även kallat europeiskt seriesystem eller ibland öppen serie, är en sportterm för en oftast högre serie eller division som nås genom sportprestationer. Sådana seriesystem förekommer på många håll i världen, och deras frånvaro märks främst inom proffsligor i Nordamerika och Australien.
Då säsongen är slut flyttas de bästa lagen i en division upp, och de sämsta ner. I Sverige gjordes även från sent 1980-tal och framåt i vissa grenar även försök med upp- och nedflyttning mitt under pågående säsong.[källa behövs] Ibland tillämpas kval. I högsta divisionen blir antingen seriesegraren mästare, eller så tillämpas slutspel. Numera tillämpas på vissa håll så kallad elitlicens, där även ekonomiska krav ställs på elitklubbar. Vissa menar att detta är ett första steg mot stängda serier.
I de flesta nationella seriesystem inom, till exempel, fotboll, ishockey, handboll och basket så flyttas efter avslutad säsong de bästa lagen i en division upp och de sämsta ned en division. Antalet uppflyttade och nedflyttade lag samt vilka tabellplaceringar i serien som innebär uppflyttning respektive nedflyttning, är förutbestämt vid säsongens början. Ibland tillämpas kvalspel efter avslutad serie för att avgöra vilka lag som flyttas upp. 
I Sverige inom bland annat fotbollen flyttas i slutet av varje säsong två eller tre lag upp från Superettan till Allsvenskan, medan två eller tre lag från Allsvenskan flyttas ned. De två bäst placerade i Superettan direktuppflyttas till Allsvenskan, medan det tredje placerade laget i Superettan får kvala mot det tredje sista laget i Allsvenskan, om vilket av lagen som skall spela i Allsvenskan kommande säsong. Samtidigt flyttas de två sämst placerade i Allsvenskan direkt ned till Superettan, medan laget på 14:e plats (det tredje sist placerade) i Allsvenskan får kvala mot det tredje bästa laget i Superettan, om vilket av lagen som skall spela i Allsvenskan kommande säsong.
I bland annat bandy, innebandy och ishockey används systemet även för världsmästerskapen, liksom för Europeiska lagmästerskapen i friidrott (och dess föregångare Europacupen i friidrott).
I bland annat Italien har man inom fotboll, där systemet tillämpas, ibland gått ifrån det och tvångsnedflyttat klubbar på grund av så kallade "uppgjorda matcher".
Ett lag som under årens lopp ofta flyttats upp och ned, främst på högre nivåer, kallas ibland för "hisslag" eller "jojolag".

## Historiska exempel
Då The Football League startade i England 1888 blev det en del av Football Association, och ingen rivaliserande liga. Dock startades 1889 den rivaliserande ligan Football Alliance, som 1892 uppgick i The Football League.

### Fotnoter
1. ↑  ”19 § Upp- och nedflyttning” (pdf). Tävlingsbestämmelser år 2014. Svenska Fotbollsförlaget AB. 2013. sid. 22. Arkiverad från originalet den 11 december 2013. https://web.archive.org/web/20131211145757/http://fogis.se/ImageVault/Images/id_92120/scope_0/ImageVaultHandler.aspx#page=22. Läst 15 november 2013
2. ↑   (pdf) Seriebestämmelser - Säsongen 2013/2014. Svenska Ishockeyförbundet. 2013. Arkiverad från originalet den 27 mars 2014. https://web.archive.org/web/20140327230100/http://swehockey.se/ImageVaultFiles/id_30721/cf_113/SB_2013-2014_131028.PDF. Läst 15 november 2013 Arkiverad 27 mars 2014 hämtat från the Wayback Machine.
3. ↑  ”Så sänder SVT från lag-EM”. SVT Sport. 17 juni 2015. http://www.svt.se/sport/artikel/sa-sander-svt-fran-lag-em/. Läst 25 mars 2016.